# Agustín Peiró
Agustín Peiró y Sevil (Zaragoza, 1832-Zaragoza, 1890) fue un escritor, periodista y dibujante español.

## Biografía
Escritor aragonés, nacido en 1832 en Zaragoza, fue director durante muchos años de El Diario de Zaragoza. Peiró, que falleció en su ciudad natal a mediados de noviembre de 1890, cultivó la literatura dramática y se desempeñó como caricaturista y escritor festivo. Usó el seudónimo «Antón Pitaco». Fue autor de unos Cuentos baturros, que publicaron de forma póstuma en Zaragoza en 1891, recopilados de la prensa periódica. También fue concejal del Ayuntamiento de Zaragoza.